# Metazygia moldira
Metazygia moldira är en spindelart som beskrevs av Levi 1995. Metazygia moldira ingår i släktet Metazygia och familjen hjulspindlar. Inga underarter finns listade i Catalogue of Life.